# Politiske partier i Brasilien
Dette er en liste over politiske partier i Brasilien.
Brasilien har et flerpartisystem. Denne liste inkluderer kun partier som er repræsenteret i Brasiliens Nationalkongres.
| Navn                                    | Navn  | Navn på Dansk                           | Partiformand                  | Politiske position              | Ideologi                                                             | Deputeretkammeret | Senatet |
| --------------------------------------- | ----- | --------------------------------------- | ----------------------------- | ------------------------------- | -------------------------------------------------------------------- | ----------------- | ------- |
| Partido Social Liberal                  | PSL   | Socialliberale Parti                    | Luciano Bivar                 | Højrefløj                       | Nationalkonservatisme, Højrepopulisme, Antikommunisme                | 53 / 513          | 2 / 81  |
| Partido dos Trabalhadores               | PT    | Arbejderpartiet                         | Gleisi Hoffmann               | Centrum-venstre til venstrefløj | Socialdemokratisme, Demokratisk socialisme                           | 52 / 513          | 6 / 81  |
| Partido Liberal                         | PL    | Liberale Parti                          | Valdemar Costa Neto           | Centrum-højre                   | Liberalisme, Økonomisk liberalisme                                   | 42 / 513          | 3 / 81  |
| Progressistas                           | PP    | De Progressive                          | Ciro Nogueira Lima Filho      | Centrum-højre til højrefløj     | Konservativ liberalisme, Nationalisme, Føderalisme                   | 40 / 513          | 7 / 81  |
| Partido Social Democrático              | PSD   | Socialdemokratiske Parti                | Alfredo Cotait Neto           | Centrum                         | Socialliberalisme, Føderalisme                                       | 35 / 513          | 11 / 81 |
| Movimento Democrático Brasileiro        | MDB   | Brasilianske Demokratibevægelse         | Baleia Rossi                  | Centrum til Centrum-højre       | Økonomisk liberalisme, Populisme                                     | 34 / 513          | 15 / 81 |
| Partido da Social Democracia Brasileira | PSDB  | Brasilianske Socialdemokratiske Parti   | Bruno Araújo                  | Centrum til Centrum-højre       | Den tredje vej                                                       | 33 / 513          | 7 / 81  |
| Republicanos                            |       | Republikanerne                          | Marcos Pereira                | Centrum-højre til højrefløj     | Kristendemokrati, Religiøs konservatisme                             | 32 / 513          | 2 / 81  |
| Partido Socialista Brasileiro           | PSB   | Brasilianske Socialistparti             | Carlos Siqueira               | Centrum-venstre til venstrefløj | Socialdemokratisme, Venstrefløjsnationalisme, Demokratisk socialisme | 30 / 513          | 1 / 81  |
| Democratas                              | DEM   | Demokraterne                            | Antônio Carlos Magalhães Neto | Centrum-højre                   | Liberalkonservatisme, Klassisk liberalisme                           | 29 / 513          | 5 / 81  |
| Partido Democrático Trabalhista         | PDT   | Demokratiske Arbejderparti              | Carlos Lupi                   | Centrum-venstre til venstrefløj | Socialdemokratisme, Demokratisk socialisme                           | 26 / 513          | 3 / 81  |
| Solidariedade                           |       | Solidaritet                             | Paulo Pereira da Silva        | Centrum til Centrum-venstre     | Socialdemokratisme, Den tredje vej                                   | 14 / 513          | 0 / 81  |
| Partido Republicano da Ordem Social     | PROS  | Republikanske Parti af den Social Orden | Eurípedes de Macedo Júnior    | Centrum                         | Republikanisme, Kristendemokrati                                     | 11 / 513          | 3 / 81  |
| Partido Trabalhista Brasileiro          | PTB   | Brasilianske Arbejderparti              | Roberto Jefferson             | Højrefløj                       | Konservatisme, Højrepopulisme, Økonomisk liberalisme                 | 11 / 513          | 0 / 81  |
| Podemos                                 | PODE  | Vi Kan                                  | Renata Abreu                  | Centrum til Centrum-højre       | Direkte demokrati, Populisme                                         | 10 / 513          | 9 / 81  |
| Partido Social Cristão                  | PSC   | Kristne Socialparti                     | Everaldo Pereira              | Centrum-højre til højrefløj     | Kristendemokrati, Religiøs konservatisme                             | 10 / 513          | 1 / 81  |
| Partido Socialismo e Liberdade          | PSOL  | Socialisme og Frihedspartiet            | Juliano Medeiros              | Venstrefløj                     | Demokratisk socialisme, Antikapitalisme, Økosocialisme               | 10 / 513          | 0 / 81  |
| Avante                                  |       | Fremad                                  | Luis Tibé                     | Centrum                         | Den tredje vej, Populisme                                            | 8 / 513           | 0 / 81  |
| Partido Novo                            | NOVO  | Nye Parti                               | Eduardo Ribeiro               | Centrum-højre                   | Klassisk liberalisme, Økonomisk liberalisme                          | 8 / 513           | 0 / 81  |
| Cidadania                               |       | Borgerskab                              | Roberto Freire                | Centrum                         | Socialliberalisme, Den tredje vej                                    | 7 / 513           | 3 / 81  |
| Partido Comunista do Brasil             | PCdoB | Brasiliens Kommunistparti               | Luciana de Oliveira Santos    | Venstrefløj                     | Kommunisme, Marxisme-Leninisme                                       | 7 / 513           | 0 / 81  |
| Patriota                                |       | Patriot                                 | Adilson Barroso               | Højrefløj                       | Bolsonarisme, Nationalkonservatisme, Økonomisk liberalisme           | 6 / 513           | 0 / 81  |
| Partido Verde                           | PV    | Grønne Parti                            | José Luiz de França Penna     | Centrum til Centrum-venstre     | Grøn ideologi, Progressivisme                                        | 4 / 513           | 0 / 81  |
| Rede Sustentabilidade                   | REDE  | Bæredygtighedsnetværket                 | Pedro Ivo Batista Laís Garcia | Centrum til Centrum-venstre     | Grøn ideologi, Progressivisme                                        | 1 / 513           | 2 / 81  |